# Pontiac
|  | Aquest article tracta sobre el cabdill ottawa. Vegeu-ne altres significats a «Pontiac (desambiguació)». |

Pontiac o Obwédiyag (entre 1712 i 1720 - 20 d'abril de 1769) fou un cabdill ottawa. Cap de la confederació ottawa-chippewa-potawatomi-miami el 1755, el 1760 ajudaria als francesos contra els anglesos i ocupà Michilimanack, Sandusky, Sault Sainte Marie i altres fortificacions fins a la pau del 1763. Va reunir aleshores els seneca, miami, lenape, shawnee, conestoga, potawatomi i intentà atraure sense èxit els cherokee, creek i mohawks amb la idea de lluitar contra els blancs i expulsar-los de terra índia. Va fer la guerra pel seu compte amb el patrocini religiós de Neolin amb 22.000 combatents potencials, d'ells 4.000 guerrers ottawa i 2.000 iroquesos, contra anglesos, illinois i hurons fins que fou obligat a signar la pau d'Oswego el 1766. Morí assassinat a Cahokia per un indi illinois pagat per uns comerciants anglesos. Considerat un dels precedents de l'autodeterminació dels indis nord-americans, el seu pensament influí en cabdills posteriors com Little Turtle o Tecumseh.